# 194 pr. n. št.

## Smrti
- - Eratosten, grški matematik, geograf, astronom (* 276 pr. n. št.)